# کری نیلی
 کری نیلی (انگلیسی: Carrie Neely؛ زاده درگذشته ۲۹ نوامبر ۱۹۳۸) یک تنیس‌باز اهل ایالات متحده آمریکا بود. 